# Bankekinds kyrka

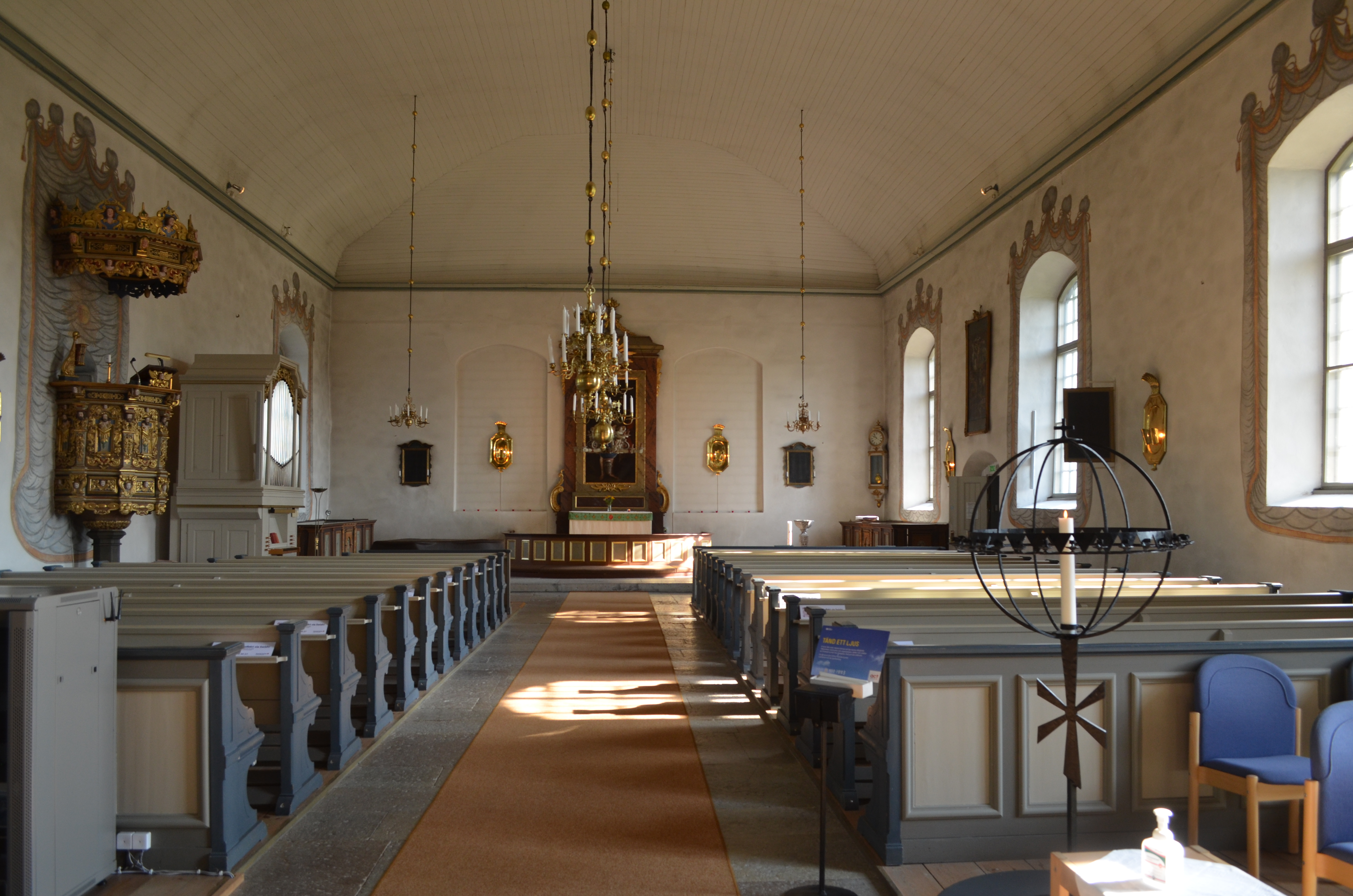
Bankekinds kyrkas kykosal

Bankekinds kyrka, ursprungligen Svinstads kyrka, är en kyrkobyggnad i Bankekind, Bankekinds socken, Åkerbo församling, Östergötland. Den ligger omkring 12 kilometer sydöst om Linköping och tillhör Linköpings stift.

## Kyrkobyggnaden
Kyrkan, med torn i väster och kor i öster, ligger väl synlig på en höjd. Den är byggd i sten och är försedd med stora rundbågiga fönster.
Det romanska tornets bottenvåning har tunnvälvt tak, på ömse sidor finns två smala rum. Via två smala, branta trappor från långhuset kommer man upp till ett kapell med en altarnisch i öster. Vid norra väggen går en svängd trappa upp till tredje våningen.
Kyrkan hette tidigare Svinstads kyrka, där Svin är detsamma som Sven. År 1902 ändrades namnet till Bankekinds kyrka som, liksom Bankekinds härad, ursprungligen antagligen hämtat namnet från Banka by i Svinstads socken.

## Historik
Omkring sekelskiftet 1199/1200 uppfördes den första stenkyrkan. Om det funnits någon föregångare är okänt. År 1742 flyttades kyrkklockorna över till tornet och klockstapeln revs.
Trots tillbyggnader sedan ”urminnes tid” blev kyrkan så småningom för liten och den gamla medeltida kyrkan, förutom tornet, revs 1758, varefter grunden lades till ett nytt större kyrkorum. Kammarherren Joan Steuchs upprättade ritningar och övervakade tillsammans med kyrkoherde Samuel Follin bygget. Efter ett halvår var kyrkan klar och blev högtidligen invigd den 5 november 1759 av den då 82-årige linköpingsbiskopen, doktor Andreas Olavi Rhyzelius. Den nya kyrkan blev 49 alnar lång och 21 alnar bred. Även en ny sakristia om 12 alnar i kvadrat uppfördes.
Till den nya kyrkan överflyttades altartavlan från ”påvetiden”, visande förgyllda bilder av de tolv apostlarna, och predikstolen, som var ett bildhuggeriarbete från 1667. Genom en påbyggnad över klockkammaren 1776 fick tornet sitt nuvarande utseende.
Vid en yttre restaurering 1962 togs det gamla fiskbensmönstrade murningssättet, opus spicatum, fram på tornets båda nedersta våningar.

## Inventarier
Bland inventarierna märks: 
- Cuppa av kalksten, musselcuppstyp, från 1300-talet (bild)
- Dopfunt från 1661
- Sammetsskrud från 1400-talet, röd med stort guldbroderat kors
- Epitafium från 1650 med oljemålning föreställande korsfästelsen. I mitten Kristus på korset och bredvid Jungfru Maria med Johannes och tre kvinnor.
- Bänkluckor, 4 stycken vackert utsmyckade
- Medeltida dörr, numera till sakristian, rikt ornerad med smide
- Storklockan från 1300-talet
- Lillklockan med påskrift: Fru RiksRådinnan Anna Dorothea von Fersen, Grefwinna til Grefsten, förærat 300 dal. K:mt år 1734

## Orglar
- 1662 köptes en regal till kyrkan.[1]
- 1726 fick Carl Björling, Östra Harg betalt för en ny stämma i den nya orgeln.
- I den tidigare kyrkan år 1758 fanns ett 6-stämmigt positiv.

### Läktarorgeln
- 1758: Jonas Wistenius, Linköping, bygger en 12-stämmigt orgelverk med pedal i nya kyrkan. Kammarrådet J. Steuch med vissa villkor betalade för. Orgeln har två bälgar. Den flyttades sedan till Tidersrums kyrka.[2]

| Manual        | Pedal   |
| Gedackt 8'    | Bihängd |
| Kvintadena 8' |         |
| Principal 4'  |         |
| Gedackt 4'    |         |
| Spetsflöjt 4' |         |
| Kvinta 3'     |         |
| Oktava 2'     |         |
| Rauskvint 2'  |         |
| Mixtur IIII   |         |
| Trumpet 8'    |         |
| Trumpet 4' B  |         |
| Vox virginea  |         |
| Tremulant     |         |

- 1857: Sven Nordström bygger ett 10-stämmigt mekaniskt orgelverk med 1 manual. Wisteniusorgeln flyttas till Tidersrums kyrka.
- 1944: Bakom Nordströms fasad bygger Mårtenssons orgelfabrik, Lund, en rörpneumatisk orgel med 22 orgelstämmor.

Disposition:
| Huvudverk I  | Svällverk II      | Pedal               | Koppel       |  |
| Borduna 16'  | Basetthorn 8'     | Subbas 16'          | II/I         |  |
| Principal 8' | Rörflöjt 8'       | Ekobas 16' (trans.) | 4' II/I      |  |
| Gedackt 8'   | Salicional 8'     | Oktavbas 8'         | 16' II/I     |  |
| Fugara 8'    | Voix céleste 8'   | Nachthorn 4'        | I/P          |  |
| Oktava 4'    | Gemshorn 4'       | Basun 16'           | II/P         |  |
| Flöjt 4'     | Nasat 2 2/3'      |                     | 4' II/P      |  |
| Oktava 2'    | Waldflöjt 2'      |                     |              |  |
| Mixtur 4 ch. | Vox humana 8'     |                     |              |  |
| Trumpet 8'   | Crescendosvällare |                     | 2 fria komb. |  |

### Korpositiv
- 1981: Johannes Menzel orgelbyggeri, Härnösand, levererar ett mekaniskt korpositiv.

Disposition:
| Manual (sv)   |
| Trägedackt 8' |
| Flöjt 4'      |
| Principal 2'  |
| Nasard 1 1/3' |

## Bildgalleri

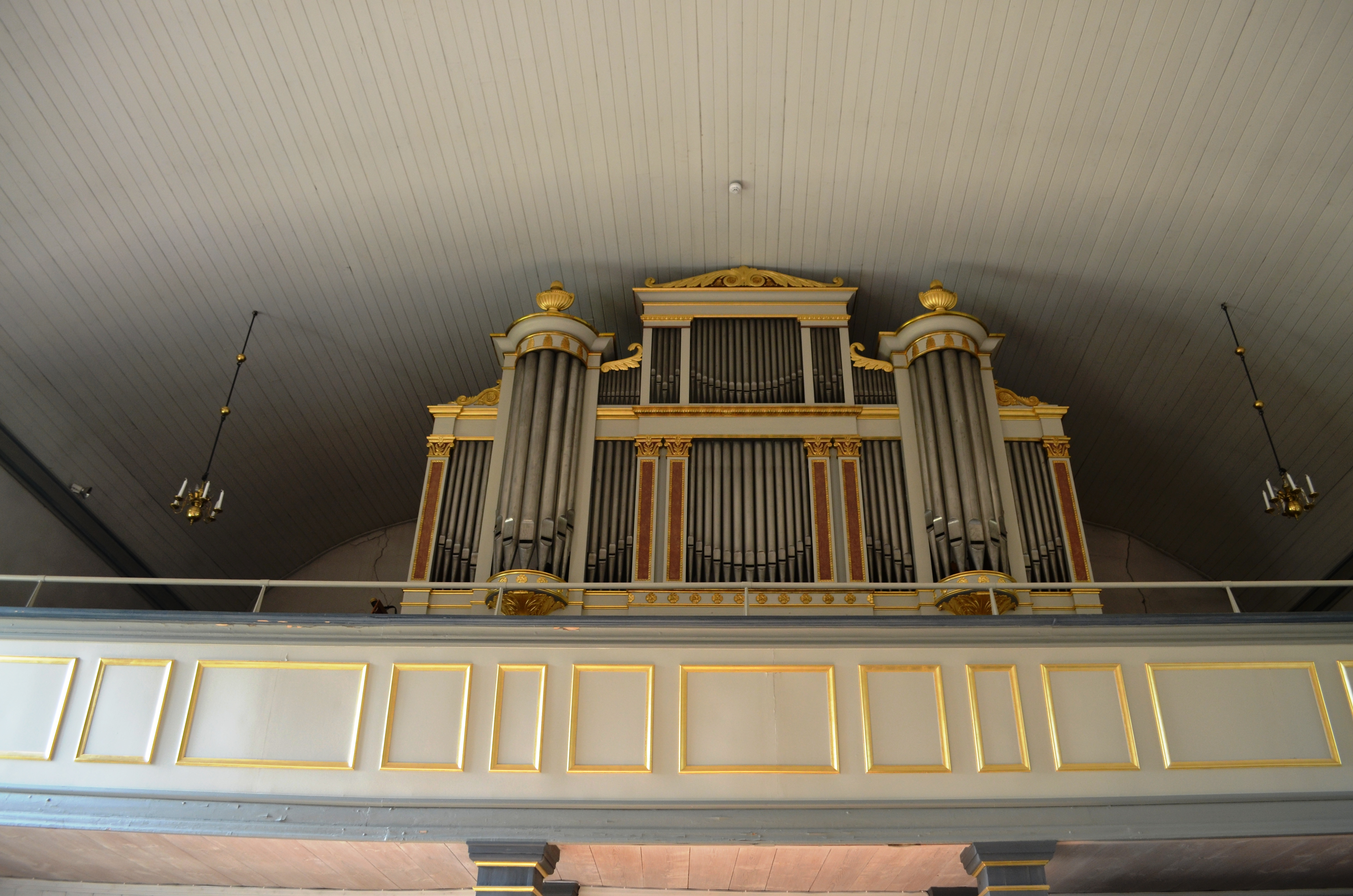
Bankekinds kyrkas orgelläktare
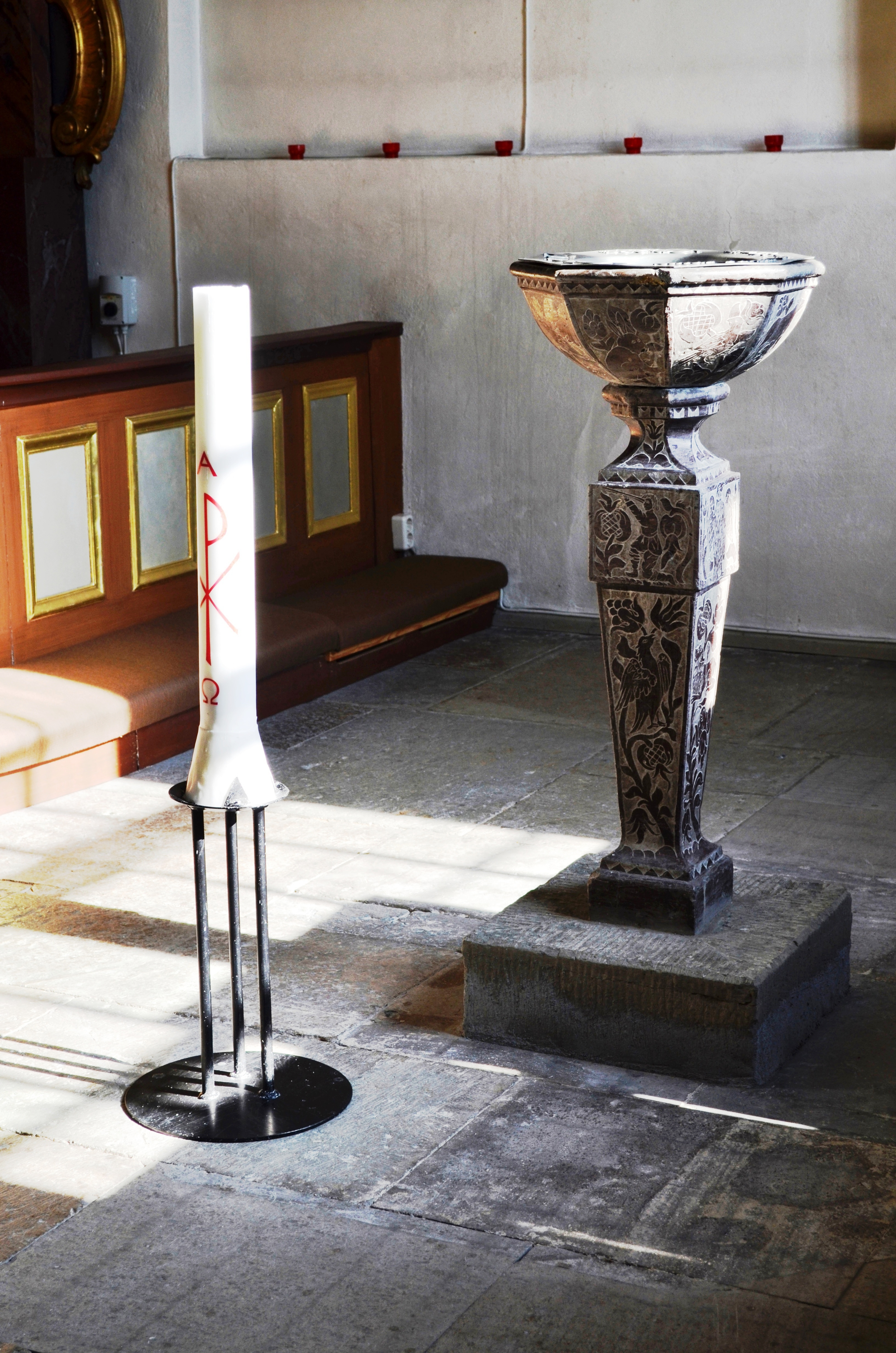
Bankekinds kyrkas nyare dopfunt
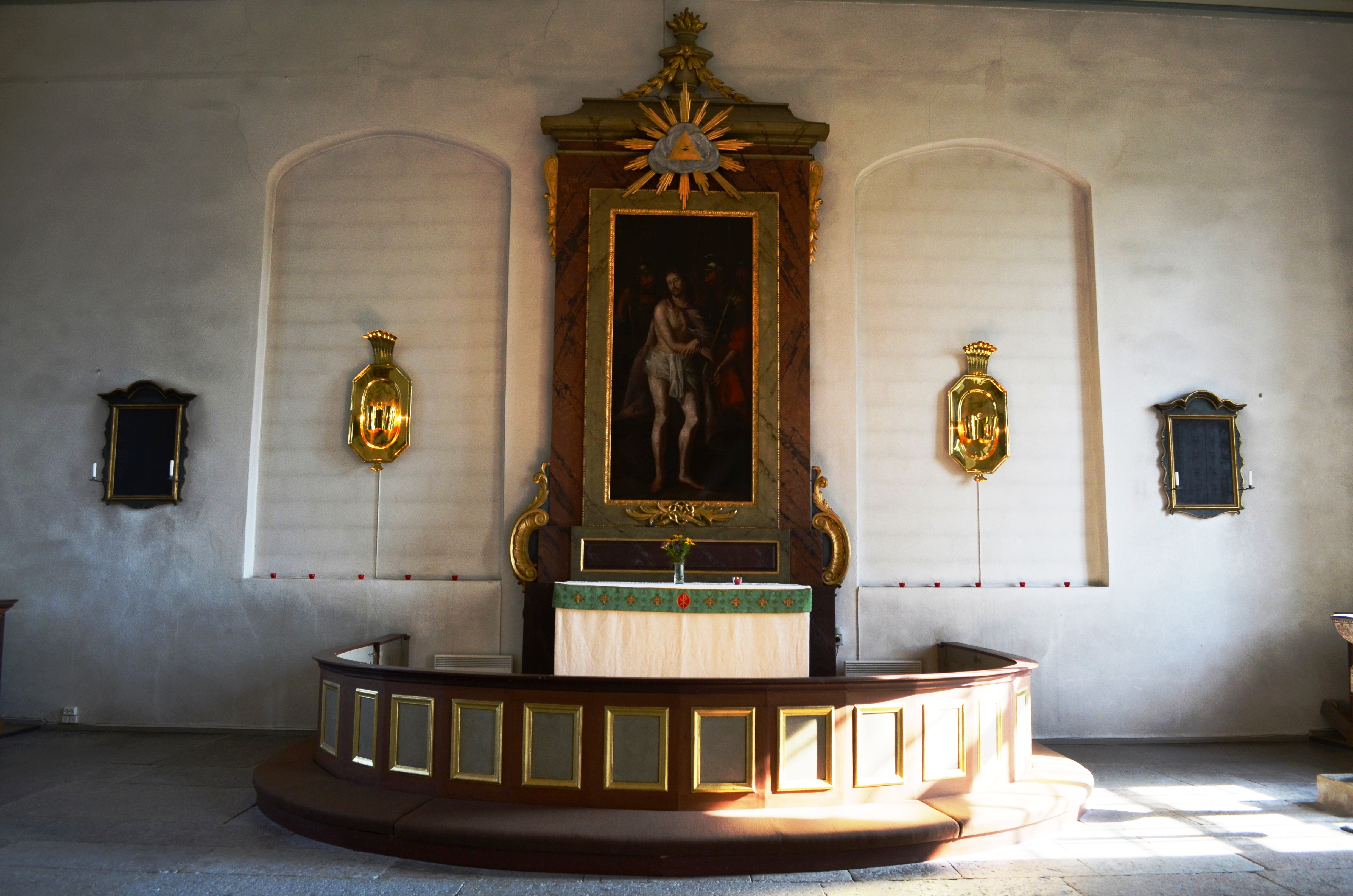
Bankekinds kyrkas altare
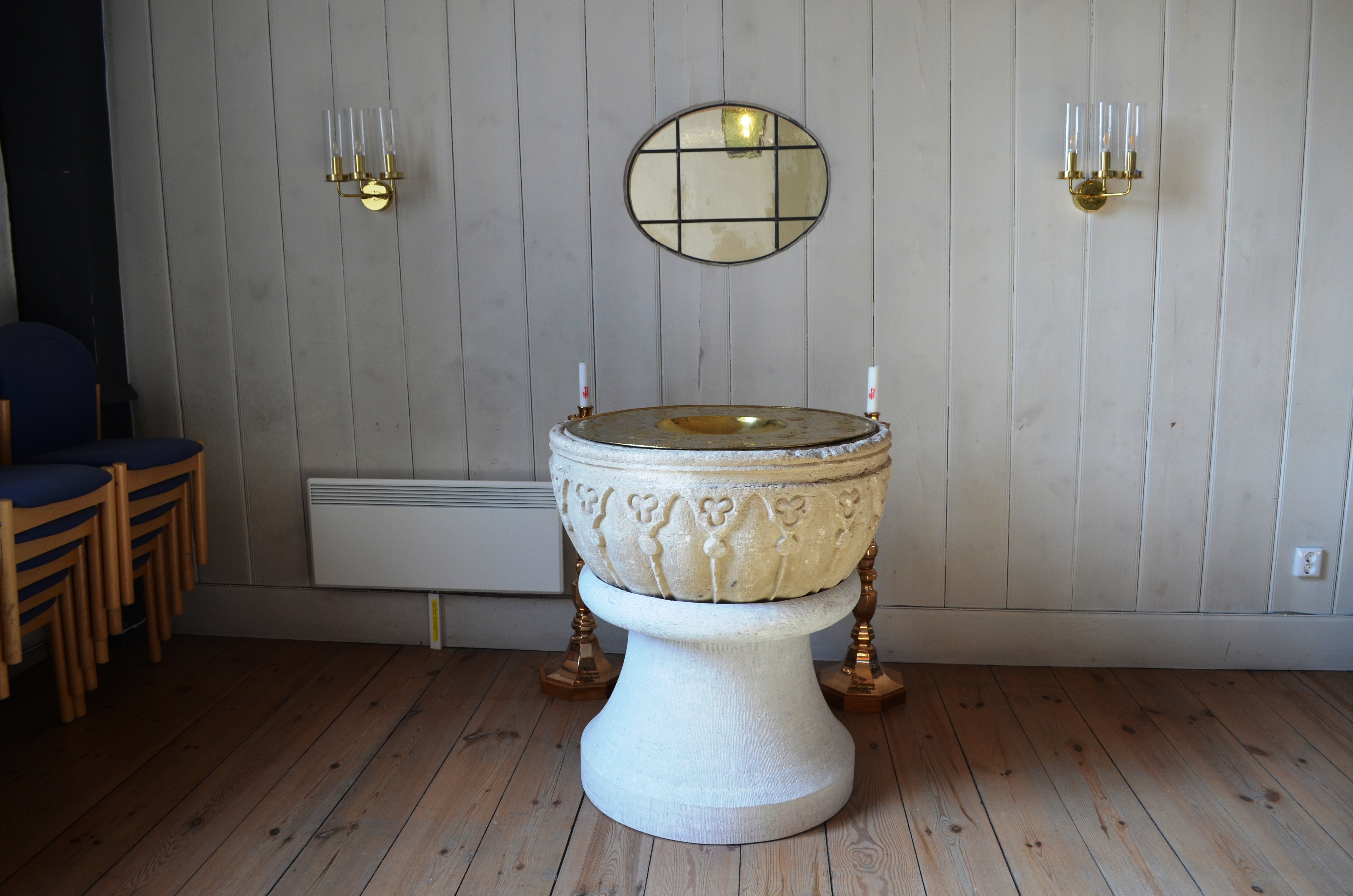
Bankekinds kyrkas dopfunt
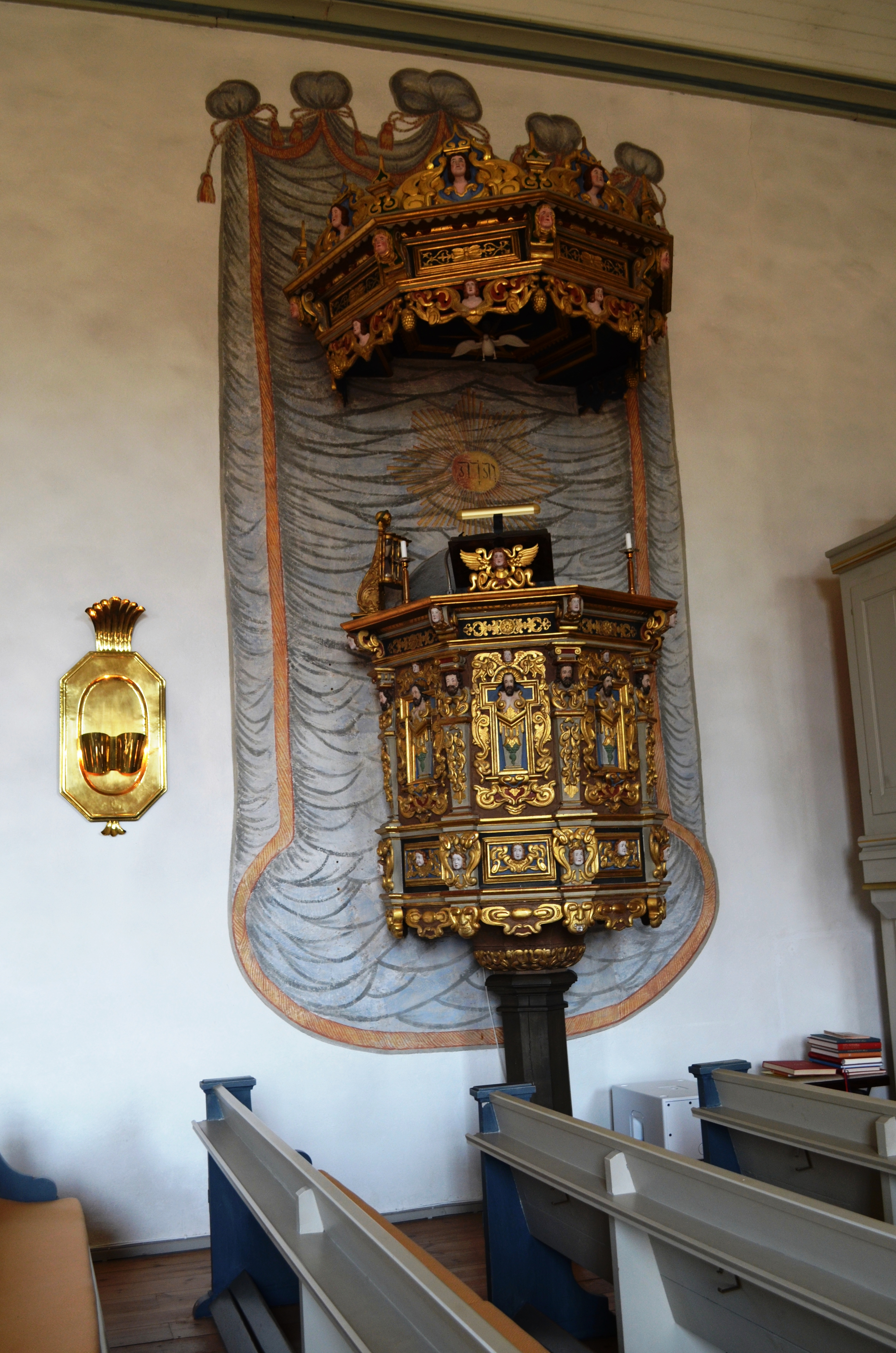
Bankekinds kyrkas predikstol